# أدريانا بورتر
أدريانا بورتر هي كاتِبة وشاعرة كندية، ولدت في 1 يوليو 1857، وتوفيت في 1 مارس 1946.